# Enzan
Enzan (jap. 塩山市, -shi) war eine japanische Stadt im nordöstlichen Teil der Präfektur Yamanashi.
Enzan liegt in 388 m ü. NN rund 100 km westlich von Tokio und 10 km nordöstlich der Präfekturhauptstadt Kōfu. Die Stadt wurde am 5. April 1954 gegründet.
Am 1. November 2005 fusionierte Enzan mit der Stadt Katsunuma und dem Dorf Yamato zur Stadt Kōshū.
Die Gegend ist unter anderem für ihren Weinanbau und ihre Obstkulturen bekannt. Sie liegt am Fuß des Chichibu-Tama-Nationalparks.
Seit 1993 pflegt Enzan eine Städtepartnerschaft mit der Stadt Ames im US-Bundesstaat Iowa.
Aus Enzan stammen der Schauspieler Tomokazu Miura und der Fußballspieler Eijun Kiyokumo.